# Harlem Youth Opportunities Unlimited
Harlem Youth Opportunities Unlimited, plus fréquemment appelé HARYOU était une organisation à but social fondée par le docteur Kenneth B. Clark en 1962. Le groupe cherchait à améliorer la qualité de l'éducation et à offrir des opportunités d'emploi aux jeunes habitants afro-américains de Harlem, victimes de ségrégation raciale dans de nombreux domaines. Le groupe cherchait aussi à montrer aux habitants du quartier comment forcer les agences gouvernementales à répondre à leurs attentes.
L'influence du HAYROU augmenta très rapidement au niveau national, et le gouvernement de Lyndon Baines Johnson débloqua 110 millions de dollars en 1964 pour soutenir les projets du groupe visant à améliorer la qualité de l'enseignement. Ces plans comprenaient le recrutement d'experts internationaux afin de réorganiser les écoles de Harlem, proposer des programmes préparatoires pour les jeunes enfants avant leur entrée à l'école, ainsi que des programmes visant à employer les jeunes qui avaient arrêté l'école.
Après les émeutes de 1964, le HAYROU publia un rapport détaillant les causes du désordre, et proposant des solutions. L'organisme, avec de nombreuses autres organisations, reçut des fonds fédéraux dans le cadre du Project Uplift, dans l'optique d'éviter de nouvelles émeutes. Le HAYROU a par la suite fusionné avec les Associated Community Teams (ACT) sous l'égide de Adam Clayton Powell Jr., membre du congrès très influent à Harlem. L'entité ainsi formée a pris le nom de HARYOU-ACT.
L'astéroïde (90328) Haryou est nommé en son honneur.